# Michel Journiac
Michel Journiac,un artiste du XXe siècle, né le 7 octobre 1935 à Paris et mort le 15 octobre 1995 dans la même ville. C’est un artiste plasticien français particulièrement emblématique de l'art corporel en France, Il utilise principalement la photographie pour « laisser une trace de ses différentes actions ». Il a fait des études de philosophie scolastique et d’esthétisme. Ses engagements personnels sont la politique et le féminisme. Son art a comme but de bousculer les codes de la bienséance, de briser les tabous et de contester les normes de la société. Sa première exposition se fera en 1968 (parcours - piège du sang ), et sa première performance sera en 1969, "Messe pour un corps" à la Galerie Templon , qui se réproduira une deuxième fois et sera enregistrée en 1975 chez la Galerie Stadler. Il intègre à ses compétences au cours de sa carrière la poésie, l’installation, la performance, la sculpture et les jeux d’identité (notamment dans « 24h de la vie d’une femme ordinaire » (1972-1974), il se met en scène en montrant une série de photos « clichés » de la femme de 1970). Il qualifie les humains de « viande consciente socialisée ».

## Vie et œuvre
À dix ans, Michel Journiac perd son frère cadet. Cet événement marquant sera un motif essentiel de sa production artistique. Il étudie d'abord la théologie à l'Institut catholique, et l'esthétique à la Sorbonne. En octobre 1956, il entre au séminaire mais abandonne la vocation de prêtre en 1962. De juillet 1960 à juillet 1962, il est coopérant en Syrie, où il enseigne la littérature française dans le collège du quartier de Bab Touma à Damas.
Ses premières œuvres, telles que Alphabet du corps (1965) ou Signe du sang (1966) sont des peintures sur toile abstraites où des formes rouges évoquent des morceaux de chair écorchés. En 1969, il crée Messe pour un corps, action au cours de laquelle le public est invité à consommer un boudin réalisé avec son propre sang.
Sa complicité, à partir de 1968, avec le critique d'art François Pluchart, qui défend son travail en raison du caractère subversif et de l’énergie poétique qui s'en dégagent, permettra à celui-ci de mener une réflexion critique et sociologique en étroite symbiose avec ses pratiques, et celles d'autres artistes comme Hervé Fischer ou Gina Pane. François Pluchart découvre ainsi la pratique d'un art du geste, ou d'un art de l'action qui, comme il l'écrit « ouvre sur une voie incomparablement plus féconde, celle de l'art corporel », dont il se fera le théoricien dans les articles de la revue ArTitudes, qu'il crée en 1971. François Pluchart sera même ponctuellement à l’origine de certaines de ses actions, comme celle du « chèque » ou celle du « référendum du 27 avril 1969 ».

Dans ses actions, ses installations et ses photographies, Michel Journiac s'intéresse au corps, à la sexualité, et aux dispositifs qui les répriment, objets ou « rituels », selon son propre mot. C'est ainsi en utilisant le corps même comme matériau qu'il entend mettre en cause ces mécanismes : 

« Le corps réifié, objet-conscience se contestant lui-même, aliénation se refusant dans le surgissement du NON, permet la révolte au niveau de la création, dans une tentative pour prendre au piège la réalité sociologique sous tous ces aspects [...]. »

Parmi les objets qui façonnent cette « viande socialisée » qu'est le corps, le vêtement tient une place importante que l'artiste explore notamment à travers le travestissement. C'est par exemple le cas dans Piège pour un travesti (1972) ou dans les séries photographiques de 24 h dans la vie d'une femme ordinaire (1972),  Hommage à Freud (1972) ou encore dans L’Inceste (1975). Dans ces deux dernières œuvres, c'est la psychanalyse et le rôle qu'elle accorde au complexe d'Œdipe que l'artiste critique. Il est proche, en ce sens, des théories de Guy Hocquenghem dans Le Désir homosexuel (1972) ou de Gilles Deleuze et Félix Guattari dans L'Anti-Œdipe.
Entre 1972 et 1975, Michel Journiac est nommé chargé de cours à l'Université Paris 1 Panthéon-Sorbonne, puis maître de conférences d'Histoire de l'Art à l'École des Beaux-Arts de Versailles et enfin professeur plasticien à l'École nationale des Beaux-arts de Nancy il avait été en relation avec l'artiste Sanfourche qui noué une fascination et l'esthétisme lié au chamanisme ancien et à l'humour noir avec se sens parodique pour les os peints.
Il meurt à 60 ans, en 1995, d'une hémorragie cérébrale à son domicile, et non pas du sida comme la rumeur l'affirmait.

## Sélection d'œuvres
- Alphabet du corps, 1965
- Signe du sang, 1966
- Parcours-piège du sang, installation, 1968
- La lessive, 1969
- Stand Journiac, 1969
- Stand de tir, 1969
- Piège pour un voyeur, 1969
- Messe pour un corps, 1969
- Manifeste du chèque, 1970
- Référendum Journiac, 1970
- Distributeur automatique d’œuvres d’art, 1970
- Enquête sur un corps, 1970
- Parodie d’une collection, 1971
- Piège pour une exécution capitale, 1971
- Hommage à Freud, 1972
- Piège pour un travesti, 1972
- Contrat pour un corps, 1972
- Contrat de prostitution, 1973
- 24 heures de la vie d’une femme ordinaire, 1974
- L’Inceste, 1975
- Rituel du sang, 1976
- Rituel d’identité aléatoire, 1976
- Exorcisme d’un jouet, 1978
- Action érotico-patriotique, 1979
- Rituel d’envoutement, 1980
- Rituel de corps interdit, 1981
- Le Vierge mère, 1982
- Action de corps exclu, 1983
- Icônes du temps présent, 1988
- Rituel de transmutation, 1993
- Le mur de l'argent, 1995

## Écrits
- Le Sang nu, Paris, Rougerie, 1968, préface de Jean Cassou
- Délit du corps, Paris, La Différence, 1978. Texte republié en partie dans Digraphe[8]
- L’Objet du corps et le corps de l’objet, Paris, Institut de l’environnement, 1972
- 24 heures dans la vie d’une femme ordinaire, Paris-Zurich, Arthur Hubschmid, 1974
- Contrat pour un corps, Feu, Paris, Jean Daviot et Bernard Marcadé, 1994
- Ouvrage collectif : L’Enjeu de la représentation, le corps, Paris, UFR Arts plastiques-Sciences de l’art, 1987 (colloque organisé à la Sorbonne en 1987)
- Écrits, Collection Écrits d'artistes, Paris, Beaux-Arts de Paris Éditions, 2013[7]

### Monographie
- Marcel Paquet, Michel Journiac, l’ossuaire de l’esprit, Paris, La Différence, 1977

### Catalogues d'expositions personnelles
- Michel Journiac, Anvers, Internationaal Cultureel Centrum, 1978 (exposition personnelle au Centre culturel international d’Anvers, 29 avril-4 mai 1980)
- Michel Journiac : rituel de transmutation, du corps souffrant au corps transfiguré, Châteauroux, École municipale des Beaux-Arts, 1994 (exposition personnelle au Collège Marcel Duchamp en juillet et août 1993, à la galerie J & J Donguy en octobre 1993 et dans divers lieux à Bilbao, de décembre 1994 à janvier 1995)
- Action de marquage au présent, Nantes, Ecole régionale des Beaux-Arts de Nantes, 1996 (exposition personnelle à l’École régionale des Beaux-Arts de Nantes du 20 décembre 1995 au 20 janvier 1996)
- Michel Journiac, 24h. de la vie d’une femme ordinaire, Noisy-le-Sec, La Galerie, centre d'art contemporain, 2001, (exposition personnelle à La Galerie de Noisy-le-Sec du 6 mars au 6 avril 2001, dir. Hélène Chouteau)
- Michel Journiac, Strasbourg, Musées de Strasbourg, 2004 (exposition personnelle au Musée d’Art moderne et contemporain de Strasbourg du 19 février au 9 mai 2004, dir. Vincent Labaume)
- Michel Journiac, Le Corps Travesti, Galerie Christophe Gaillard, 2018, (exposition personnelle à la galerie Christophe Gaillard et à la galerie Loevenbruck)

### Quelques articles relatifs à M. Journiac
- Hélène Chouteau et Julien Fronsac, « Témoignage », entretien avec Rodolphe Stadler et Stéphano Polastri, galeristes de Michel Journiac ayant exposé en 1974, les 24 heures de la vie d'une femme ordinaire, Le Journal de La Galerie de Noisy-le-Sec, centre d'art contemporain, 2001
- Hélène Chouteau, « Michel Journiac, 24 heures dans la vie d'une femme ordinaire », Le Journal de La Galerie de Noisy-le-Sec, 2001
- Corinne Le Neün, « Michel Journiac, une anthropologie partagée », Le Journal de La Galerie de Noisy-le-Sec, archives de la saison 2000/2001, review de l'exposition « 24 heures de la vie d'une femme ordinaire »", in Didascalies, journal de l'exposition[9]
- Corinne Le Neün, « Michel Journiac, une anthropologie partagée », contribution au Colloque sur l'œuvre de Michel Journiac, Maison européenne de la photographie, Paris, mars 2000
- Julia Hountou, « De la carnation à l'incarnation », catalogue de l'exposition Michel Journiac, éd. Les musées de Strasbourg et ENSB-a de Paris, 2004, 196 p. ; pp. 83-117
- Julia Hountou, « Michel Journiac vu par ses galeristes – Entretiens entre Julia Hountou, la galerie Stadler et la galerie Donguy », Art Présence, no 48, octobre-décembre, 2003, pp. 2-21
- Julia Hountou, « Du vêtement qui cache au travestissement qui révèle - Le vêtement selon Michel Journiac », Art Présence[10], no 39, juillet-septembre 2001, pp. 2-15
- Julia Hountou, « 24 heures de la vie d'une femme ordinaire - Une performance de Michel Journiac », Lunes (Réalités, Parcours, Représentations de Femmes)[11], no 15, avril 2001, pp. 66-71
- Sarah Wilson, « Michel Journiac's Masquerades, Incest, Drag and the Anti-Oedipus »[12], 2003 in Benthien, Claudia, Stephan, Inge (dir.) Mannlichkeit als Maskerade. Gender Studien mit blick auf ‘den' Mann, Köln, Böhlau Verlag, 2003, pp. 128-153